# Police Pirišće
Police Pirišće is een plaats in de gemeente Ozalj in de Kroatische provincie Karlovac. De plaats telt 81 inwoners (2001).